# Greg Tippings
Greg Tippings ist ein ehemaliger walisischer Squashspieler.

## Karriere
Greg Tippings spielte von 1997 bis 2001 auf der PSA World Tour. Seine höchste Platzierung in der Weltrangliste erreichte er im September 2001 mit Rang 69. Zu seinen größten Erfolgen zählt der zweite Platz mit der walisischen Nationalmannschaft bei der Weltmeisterschaft 1999. Er nahm mit der Mannschaft an drei weiteren Weltmeisterschaften sowie an insgesamt sieben Europameisterschaften teil und kam somit auf knapp über 50 Einsätze für Wales. 1998 gehörte er außerdem zur walisischen Mannschaft bei den Commonwealth Games.
Nach seinem Karriereende wurde er in Wales Squashtrainer beim walisischen Verband. Er ist unter anderem Cheftrainer der Nationalmannschaft.

## Erfolge
- Vizeweltmeister mit der Mannschaft: 1999